# Georgios Maniakes
Georgios Maniakes (? - 1043) - uzurpator w 1043 w Grecji. 

## Życiorys
Był stategosem armii bizantyjskiej, prawdopodobnie pochodzenia mongolskiego. Wsławił się w 1031 odbiciem Edessy z rąk arabskich. W 1043 roku został katepanem południowej Italii.